# Sračak
Sračak – wieś w Chorwacji, w żupanii karlowackiej, w gminie Žakanje. W 2011 roku liczyła 38 mieszkańców.